# Новый Мир (Стерлибашевский район)
Новый Мир (баш. Новый Мир) — деревня в Стерлибашевском районе Республики Башкортостан Российской Федерации. Входит в состав Кабакушского сельсовета. 

## География

### Географическое положение
Расстояние до:
- районного центра (Стерлибашево): 24 км,
- центра сельсовета (Кабакуш): 1 км,
- ближайшей ж/д станции (Стерлитамак): 71 км.

## Население
| 2002 | 2009 | 2010 |
| ---- | ---- | ---- |
| 29   | ↗30  | ↘28  |

Согласно переписи 2002 года, преобладающая национальность — башкиры (72 %).